# محمود رحمانی
محمود رحمانی متولد ۱۳۵۸ ایذه، یکی از نویسندگان و مستندسازان مستقل ایران است. وی بلندترین سکانس پلان تاریخ سینمای مستند ایران را به نام خود ثبت کرده‌است.

## زندگی و فعالیت‌ها
محمود رحمانی تاکنون چندین فیلم مستند را کارگردانی کرده و با بیش از ۲۰۰ حضور بین‌المللی و ملی و کسب بیش از ۵۰ جایزهٔ معتبر ملی و بین‌المللی یکی از پرافتخارترین مستندسازان ایرانی محسوب می‌شود
فیلم‌های رحمانی تا به حال در کشورهای مختلف جهان به نمایش درآمده و مورد نقد و بررسی قرار گرفته‌است. و جایزه معتبر روبرتو روسلینی فیلمساز شهیر ایتالیایی و جایزه نتپک (شبکه ارتقای سینمای آسیا) را از آن خود کرده‌است.
دانیل اشپانزل مدیر جشنواره بین المللی فیلم مونیخ آلمان در سال 2011 هنگام اعطای جایزه ویژه به مادرم بلوط بیان داشت:  فیلم‌های محمود رحمانی فیلم‌هایی نیستند برای جایزه گرفتن، فیلمهای هستند که به جشنواره ها اعتبار می دهند.
پیتر لوم مستندساز برجسته آمریکایی چک تبار  بر روی صحنه اختتامیه جشنواره فیلم نوربرگ ضمن اهدای جایزه فیلم ارجینال به ملف گند اذعان داشت. من به فیلم‌های محمود رحمانی حسادت می‌کنم و آرزو می کنم تمام مردم دنیا فیلم ملف گند را ببینند.  
رحمانی  عضویت پیوسته در «انجمن مستندسازان سینمای ایران» است.
کارهای آغازین ‌رحمانی متاثر از جهان ذهنی ناصر تقوایی و تا حدودی عباس کیارستمی بود.

## فیلم‌شناسی

### فیلم مستند نفت سفید ۲۰۰۵
- جایزهٔ بزرگ و مشهور روبرتو روسلینی از ایتالیا(Roberto Roselini)
- جایزهٔ بهترین فیلم مستند جشنوارهٔ بین‌المللی فیلم کیش
- جایزهٔ ویژهٔ هیئت داوران از جشنوارهٔ بین‌المللی فیلم کیش
- جایزهٔ بهترین فیلم مستند اجتماعی ایران از جشنوارهٔ مستند یادگار
- کاندید دریافت بهترین فیلم مستند از جشن خانه سینمای ایران
- دیپلم افتخار بهترین فیلم جشنوارهٔ بین الملی وارش مازندران
- برنده جایزه ویژهٔ گیلوا در برگزیدگان پنج دهه سینمای مستند ایران
- حضور در معتبرترین جشنوارهٔ مستند جهان IDFA هلند (آمستردام)[۷]
- کاندید دریافت بهترین کارگردانی از جشنوارهٔ Dureel فرانسه[۸]
- حضور در جشنواره Rejokalabriya ایتالیا (در بخش فرم‌های تازه و نو در سینمای مستند)
- تندیس جشنواره و دیپلم افتخار بهترین فیلم مستند جشنواره منطقه‌ای خوزستان
- تندیس جشنواره و دیپلم افتخار بهترین فیلم جشنواره ملی طلای سرخ (خراسان)
- فیلم مستند برگزیدهٔ جشنوارهٔ فیلم کوتاه اصفهان
- نمایش ویژه در کیپ تاون در آفریقای جنوبی
- تندیس و دیپلم افتخار بهترین کارگردانی از جشنوارهٔ ملی ستایش
- حضور در بخش رسمی جشنوارهٔ بین‌المللی ALBA ایتالیا
- پخش در جشنواره Oilscape[۹]
- ثبت شده در فیلم خانهٔ ملی ایران

### فیلم مستند مدار صفر درجه، تولید شده در مرزایرانوعراق
مدار صفر درجه مشکلات و سختی‌های مرزنشینان ایرانی که مابین ایران و عراق زندگی می‌کنند را روایت می‌کند که پس از جنگ هشت ساله متحمل مصائب زیادی هستند. این فیلم کوتاه مستند به کارگردانی محمود رحمانی و تهیه‌کنندگی حوزهٔ هنری خوزستان است.
مسعود فراستی، منتقد صاحب نام سینمای ایران در نظرسنجی مجلهٔ فیلم شماره ۴۰۰، پیرامون انتخاب و معرفی فیلم‌های برتر ایرانی، فیلم مستند 'مدار صفر درجه'، ساخته محمود رحمانی را (بدون اولویت ورتبه بندی) به همراه فیلم‌های مشهوری همچون قیصر، مهاجر، گوزن‌ها، دیده‌بان، باشو غریبه کوچک، دایی جان ناپلئون، جنوب شهر، سفر به چذابه، بچه‌های آسمان، هور در آتش، قصه‌های مجید، مجموعه روایت فتح نام برده بود.
- تندیس جشنواره و دیپلم افتخار بهترین فیلم مستند جشنوارهٔ بین‌المللی فیلم کوتاه تهران
- تندیس جشنواره و دیپلم افتخار جایزه بهترین فیلم از جشنوارهٔ سراسری تولیدات حوزه در اصفهان
- تندیس جشنواره و دیپلم افتخار جایزه بهترین کارگردانی از جشنوارهٔ سراسری حوزه در اصفهان
- نشان فیروزه، دیپلم افتخار و جایزه ویژه هیئت داوران از جشنوارهٔ بین‌المللی فیلم مستند سینما حقیقت در تهران
- لوح زرین دیپلم افتخار و جایزهٔ بزرگ بهترین مستند سال ایران (شهید آوینی)
- جایزه بهترین فیلم مستند جشنواره بین‌المللی Medfest در ایتالیا
- برنده لوح ویژهٔ با نام مستندساز ایتالیایی به نام دون خوزه لو ای جی
- تندیس جشنواره و دیپلم افتخار جایزهٔ بهترین فیلم مستند از جشنواره ملی طلای سرخ
- تندیس جشنواره و دیپلم افتخار جایزهٔ بهترین فیلم مستند جشنواره فیلم وارش
- تندیس جشنواره و دیپلم افتخار جایزهٔ بهترین فیلم جشنوارهٔ ملی ستایش
- دیپلم افتخار جایزه ویژه هیئت داوران منطقهٔ سه کشور در اهواز
- تندیس جشنواره و دیپلم افتخار جایزهٔ بهترین فیلم مستند جشنوارهٔ فیلم آیینه و آفتاب اصفهان
- یکی از ۱۶ فیلم مستند برگزیده خانه سینما در سال ۸۵
- لوح تقدیر و دیپلم افتخار از نخستین جشنوارهٔ فیلم جم در تهران
- تندیس جشنواره و دیپلم افتخار جایزهٔ بهترین فیلم جشنوارهٔ حجاب و عفاف تهران
- تندیس جشنواره دیپلم افتخار و پلاک طلای بهترین بهترین‌ها جشنواره بین‌المللی انسان دوستانه آسا
- حضور در فستیوال فلیمینی در صوفیا بلغارستان

### فیلم ملف گند
- ملف گند مستندی ساده، بی پیرایه و تجربه‌ای تازه در فیلم‌سازی ایران است. شاید تعریف خاصی برای سبک ساخت این مستند در نظر گرفته نشده اما سادگی و بی‌آلایشی اش بیش از همه موارد به چشم می‌آید.[۱۲]
- اثری تجربی و بلندترین پلان سینمای مستند ایران محسوب می‌شود. این فیلم در یک پلان ۵۳ دقیقه‌ای ساخته شده‌است که به عنوان مستند برگزیدهٔ سال ایران در جشنواره شهید آوینی به نمایش درآمد[۱۳] و بعد از این موفق به حضور در بخش مسابقهٔ افق‌های تازه و شیوه‌هایی جدید مستندسازی در بیست و پنجمین جشنوارهٔ بین‌المللی مونیخ گشت و در آنجا نیز کاندید دریافت بهترین فیلم این بخش بود.[۱۴]
- اکران در دانشگاه U.C.L.A کالیفرنیا آمریکا
- نمایش ویژه در موزه هنرهای زیبای بوستون، ایالت ماساچوست آمریکا
- کسب جایزه ویژه هیئت داوران جشنواره میلینیوم بلژیک در بروکسل[۱۵]
- حضور در بخش اصلی هفتمین جشنوارهٔ بین‌المللی حقوق بشر نورنبرگ.[۱۶]
- نمایش در شهرهای مهم جهان[۱۷]

### فیلم مستند مادرم بلوط ۲۰۱۱
- مستند با زمان ۵۲ دقیقه[۱۸]
- این مستند دربارهٔ کارگران معدنی است که به صورت غیرقانونی و تنها برای ارتزاق از درختان بلوط زغال درست می‌کنند این در حالی است که در همان حوالی سدی ساخته می‌شود که پنج هزار هکتار از جنگل‌های سرسبز بلوط در زیر آب مدفون شدند، این اثر در اطراف زادگاهش ایذه فیلمبرداری شده‌است و به مشکلات عشایر بختیاری و ابعاد فرهنگی اجتماعی ساخت سد کارون ۳ در شهرستان ایذه در شمال غربی خوزستان می‌پردازد.
- جایزهٔ ویژهٔ هیئت داوران بیست و ششمین جشنواره بین‌المللی مستند مونیخ
- حضور در جشنوارهٔ Dokfest آلمان[۱۹]
- حضور در جشنوارهٔ معتبر IDFA[۲۰]
- نخستین کتاب محمود رحمانی با نام «گوراب» با مقدمه جواد طوسی به چاپ رسیده که داستانی است در غالب یک فیلمنامهٔ بلند و در بارهٔ یک شرایط خاص اجتماعی.[۲۱]